# Sol Hurok

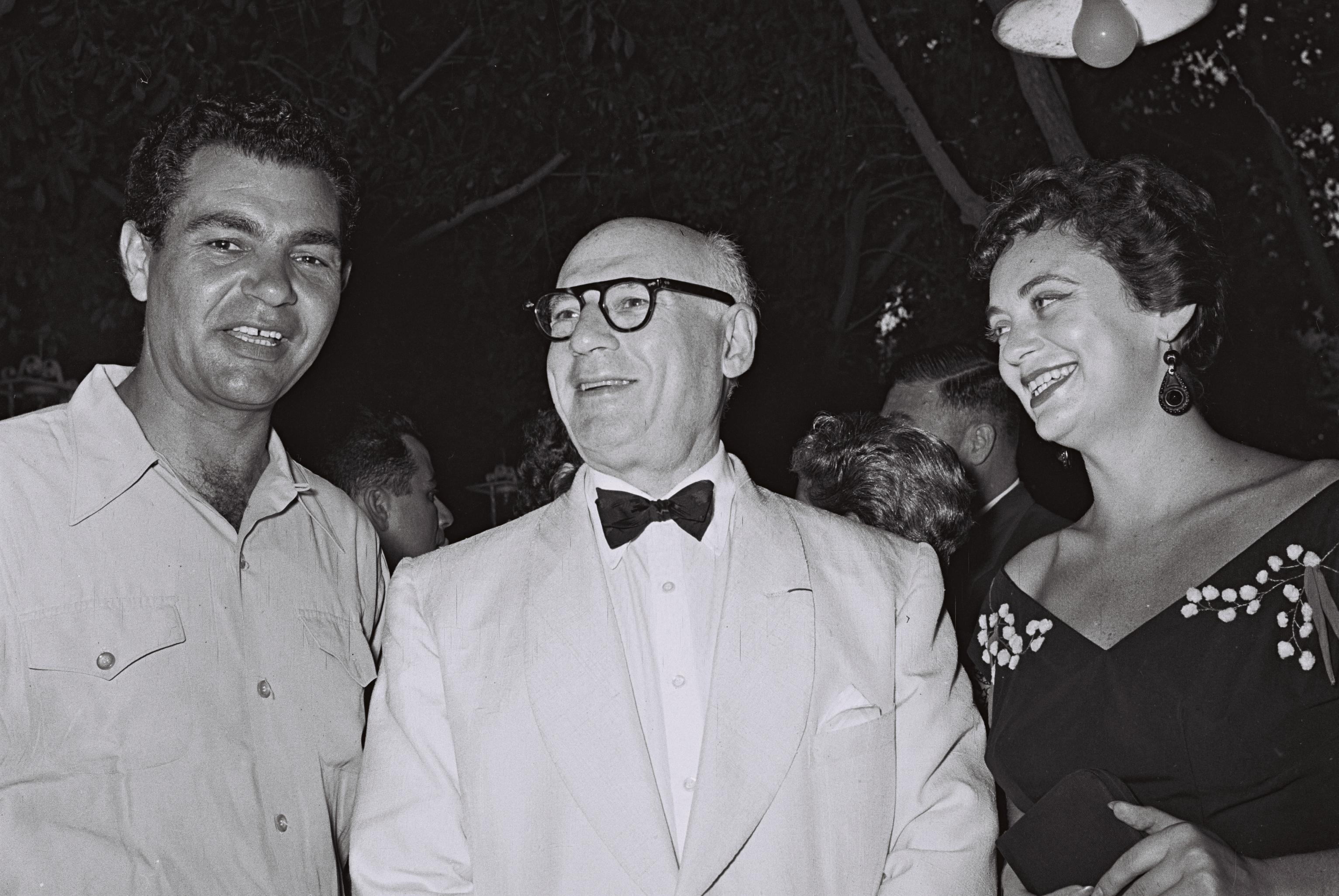
Sol Hurok (al centro) con gli attori israeliani Yossi Yadin e Hanna Maron. Ramat Gan, 1954

Sol Hurok, nome alla nascita Solomon Izrailevič Gurkov, (in russo Соломон Израилевич Гурков?), (Pogar, 9 aprile 1888 – New York, 5 marzo 1974), è stato un impresario teatrale russo naturalizzato statunitense.

## Primi anni
Hurok nacque a Pogar, nel Governatorato di Černigov, nell'Impero russo (nell'odierna Oblast' di Chernihiv, Ucraina) nel 1888, e si trasferì negli Stati Uniti nel 1906, diventando cittadino naturalizzato nel 1914.

## Carriera
Durante la lunga carriera di Hurok, la S. Hurok Presents ha gestito molti artisti, tra i quali Katherine Dunham, Marian Anderson, Irina Archipova, Vladimir Aškenazi, Fëdor Šaljapin, Nestor Mesta Chayres, Van Cliburn, Isadora Duncan, Michel Fokine, Margot Fonteyn, Ėmil' Gilel's, Horacio Gutiérrez, Daniel Heifetz, Jerome Hines, Isa Kremer, Renato Francesconi, Arturo Benedetti Michelangeli, David Ojstrach, Anna Pavlova, Jan Peerce, Andrés Segovia, Sviatoslav Richter, Mstislav Rostropovič, Arthur Rubinstein, Isaac Stern, Galina Višnevskaja, Efrem Zimbalist e molti altri.
Nel 1935 Rubinstein presentò Hurok alla cantante Marian Anderson, che mantenne Hurok come suo manager per il resto della sua carriera. Pochi anni dopo, con Walter White del NAACP e la First Lady Eleanor Roosevelt, Hurok fu determinante nel persuadere il Segretario degli Interni degli Stati Uniti Harold L. Ickes a organizzare il concerto all'aperto della Anderson, per la domenica di Pasqua, sui gradini del Lincoln Memorial il 9 aprile 1939.
A partire dalla fine degli anni '30, Hurok gestì l'Original Ballet Russe del colonnello W. de Basil, così come la sua compagnia rivale, il Ballet Russe de Monte Carlo di Sergei J. Denham e l'Original Ballet Russe si esibì spesso accanto all'altro, ad esempio a Londra e New York City. Hurok sperava di riunire le compagnie, ma alla fine non ha ebbe successo.
Nel 1959, dopo 35 anni di sforzi, Sol Hurok portò il Balletto Bol'šoj negli Stati Uniti per un tour di otto settimane. Nel 1961, portò la Kirov Academy of Ballet Russa e la Igor Moiseyev Ballet Company negli Stati Uniti. Nel 1962, portò di nuovo il Bolshoi negli Stati Uniti per un tour al culmine della crisi missilistica cubana.
Il First Moog Quartet, il primo a eseguire musica elettronica alla Carnegie Hall, fu formato nel 1970 in risposta alla richiesta di Hurok di ascoltare il sintetizzatore Moog in un concerto dal vivo.
In onore dell'influenza di Hurok sulla musica americana, il 4 dicembre 1971 gli fu conferito il Glee Club Award of Merit dell'Università della Pennsylvania. A partire dal 1964 questo premio è stato "istituito per dare ogni anno una dichiarazione di apprezzamento ad una persona che abbia dato un contributo significativo al mondo della musica e abbia contribuito a creare un clima in cui i nostri talenti possano esprimere validamente la propria personalità".
Nel 1972 una bomba piazzata nell'ufficio di Hurok a Manhattan esplose, uccidendo Iris Kones e ferendo diversi altri, tra cui Hurok. Sebbene molte persone sono convinte che l'attentato con la bomba sia stato organizzato dalla Jewish Defense League, un'organizzazione terroristica di estrema destra che si opponeva alle tournée statunitensi di artisti provenienti dall'Unione Sovietica, nessuno è mai stato condannato per il crimine.

## Morte
Nel 1974, in viaggio verso un incontro con David Rockefeller per discutere un progetto di Rudol'f Nureev, Hurok morì per un infarto. Più di duemila persone hanno quasi riempito la Carnegie Hall per il suo funerale, dove Marian Anderson ha pronunciato l'elogio finale.
(Harlow Robinson - "Sol Hurok: America's dance impresario.")

## Ritratti culturali
- Anna Pavlova, film di Emil Loteanu; interpretato daJohn Murray (1983).
- Billy Sol Hurok, un personaggio della commedia televisiva Second City Television (SCTV), interpretato da John Candy